# Agostino Masucci

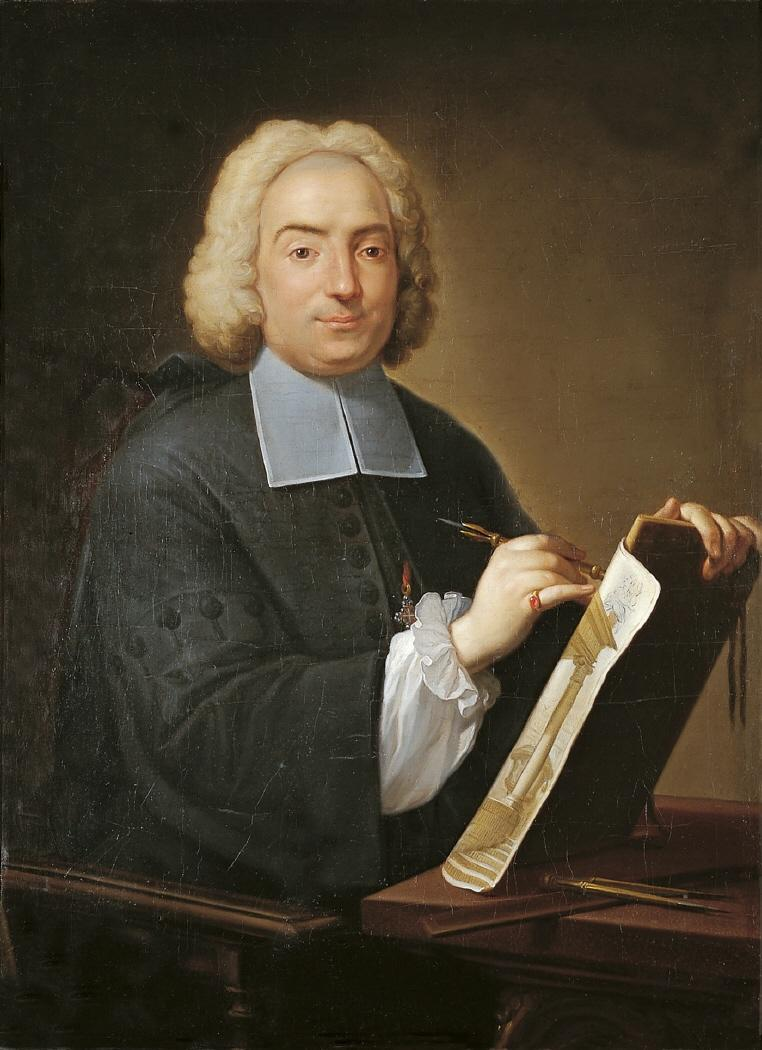
Retrat de Filippo Juvara, oli sobre llenç, 98 x 72 cm, Reial Acadèmia de Belles arts de Sant Fernando, Madrid.

Agostino Masucci o Massucci (Roma, 1690- 1758), fou un pintor italià, representant del classicisme del segle xviii de l'Acadèmia de l'Arcàdia.
Deixeble d'Andrea Procaccini, qui l'hauria posat en contacte amb Carlo Maratta, va poder també haver seguit les seves lliçons a l'Acadèmia de Sant Lluc, on va ser admès l'any 1706. Ja en 1721 va fer un retrat (actualment perdut) de l'acabat d'elegir papa Innocenci XIII, i en 1724 va ser admès com a membre de l'Acadèmia de Sant Lluc, de la qual va ser elegit príncep en el bienni 1736-1738. En tal funció va haver de fer-se càrrec dels funerals de Filippo Juvara i és possible que amb aquest motiu pintés el retrat de l'arquitecte, conservat a la pròpia acadèmia, i una còpia del mateix enviada a Madrid.
Masucci va rebre importants encàrrecs tant de Roma (esglésies de Santa Maria in Via Llauna, Sant Marcello al Cors i Santa Maria Maggiore) com d'altres corts italianes i europees, en alguna mesura gràcies a la seva amistat amb Filippo Juvarra i amb Luigi Vanvitelli. Entre aquests clients europeus van destacar els ducs de Savoia i sobretot el rei Juan V de Portugal, qui ja en 1728 li va comissionar l'Aparició de la Verge a Santo Domingo de Guzmán per a la capella del palau dels Bragança a Vila Viçosa, encàrrec al que van seguir els de la Sagrada Família i sants de l'església del Palau Nacional de Mafra en 1730 i l'Asunción de la Verge per al retaule de la catedral de Evora en 1736.
Entre els seus deixebles, a més del seu propi fill Lorenzo, s'esmenta a Gavin Hamilton i a Johann Zoffany i és possible que també ho fos Pompeo Batoni.